# Весёлый старичок (мультфильм)
«Весёлый старичок» — советский короткометражный рисованный мультфильм, созданный режиссёром Анатолием Петровым по одноимённому стихотворению (1940) Даниила Хармса.
Третий из трёх сюжетов мультипликационного альманаха «Весёлая карусель» № 4.

В фильме «Весёлый старичок» (четвёртый сюжет в «Весёлой карусели») я хотел подсказать оптимистическое отношение ко всему происходящему самому маленькому зрителю.— Анатолий Петров
С 1972 по 1991 годы мультфильм показывали по программам ЦТ СССР. Также мультфильм показывали в телепередаче «Спокойной ночи, малыши!». В 1990-е показан на РТР, в том числе 20 июля 1996 года.

## Сюжет
В мультфильме рассказывается о никогда не унывающем старичке маленького роста, который всё время смеялся. Однажды он решил поймать стрекозу, но, не рассчитав, сам попал в свой собственный сачок. Воспользовавшись этим, стрекоза подняла его вверх и сбросила, причём он спустился в паутину, используя колпак в качестве парашюта. Пытаясь уклониться от паука, главный герой в ходе весёлых прыжков распутал паутину, и паук упал вместе с ним. Видя, как от смеха старичка резонирует вся растительность, паук сошёл с ума. Далее старичок продолжает смеяться до слёз.

## Съёмочная группа
- Режиссёр — Анатолий Петров
- Композитор — Шандор Каллош
- Оператор — Михаил Друян
- Звукооператор — Владимир Кутузов
- Роли озвучивали:
  - Пётр Вишняков — текст от автора
  - Георгий Вицин — старичок
- Монтажёр — Марина Трусова
- Редактор — Аркадий Снесарев
- Директор картины — Любовь Бутырина

## История создания фильма
При создании «Весёлого старичка» применялась появившаяся тогда техника электрографии, когда не нужно было делать контур. У этого мультфильма контур по целлулоиду был выполнен не пером, а кистью, что делало его живописным, как у комиксов.
Поскольку главный герой фильма, по мнению сотрудников Госкино СССР, слишком много смеялся, цензоры сократили окончание. Худсовет выразил недовольство, мотивируя его тем, что дети, которые будут сидеть в залах на бархатных креслах, могут не выдержать такого бурного веселья и обмочить сидения.

## Отличия от оригинала
- В оригинальном стихотворении главный герой встречает сначала паука, а потом стрекозу, в мультфильме — наоборот.
- В оригинале старичок не взаимодействует ни с пауком, ни со стрекозой. В фильме он пробует поймать стрекозу, но она уносит его в сачке. В эпизоде с пауком старичок распутывает паутину, после чего доводит паука до того, что последний взрывается.